# Ar Ramthā
Ar Ramthā (engelska: Ar Ramtha, arabiska: الرمثا) är en departementshuvudort i Jordanien.   Den ligger i guvernementet Irbid, i den norra delen av landet, 70 km norr om huvudstaden Amman. Ar Ramthā ligger 536 meter över havet och antalet invånare är 74 901.
Terrängen runt Ar Ramthā är platt. Runt Ar Ramthā är det tätbefolkat, med 331 invånare per kvadratkilometer. Närmaste större samhälle är Irbid, 14,8 km väster om Ar Ramthā. Runt Ar Ramthā är det i huvudsak tätbebyggt.